# Dziekuje Poland Live '83
Albums de Klaus Schulze
Audentity
(1983) Angst
(1984)
Dziekuje Poland Live '83 est le seizième album de Klaus Schulze, édité en 1983 puis ré-édité en 2006.

Le claviériste Rainer Bloss accompagne Klaus Schulze lors d'une tournée en Pologne, en juin 1983, où ils jouent devant près de 10 000 personnes à chaque fois, la tournée a lieu avant la chute du mur de Berlin, Klaus Schulze déclarera :

« Il était facile d'avoir la permission de se produire sur scène car ma musique est uniquement instrumentale, j'aurai fait des morceaux avec du texte je pense qu'ils nous auraient pas laisser entrer dans le pays. »

Katowice est une version de Spielglocken de l'album studio précédent, Audentity. Lodz est en grande partie une version live de Ludwig II von Bayern de l'album X.

## Titres
Tous les titres ont été composés par Klaus Schulze.
- Disque 1

| No | Titre                   | Note                 | Durée |
| -- | ----------------------- | -------------------- | ----- |
| 1. | Katowice                |                      | 26:22 |
| 2. | Warsaw                  |                      | 24:16 |
| 3. | The Midas Hip Hop Touch | bonus sur ré-édition | 25:15 |

- Disque 2

| No | Titre        | Note                 | Durée |
| -- | ------------ | -------------------- | ----- |
| 1. | Lodz         |                      | 20:59 |
| 2. | Gdansk       |                      | 15:45 |
| 3. | Dziekuje     |                      | 5:52  |
| 4. | Dzien Dobry! | bonus sur ré-édition | 35:58 |

## Artistes
- Klaus Schulze – Synthétiseurs.
- Rainer Bloss - Claviers.